# Tenoch

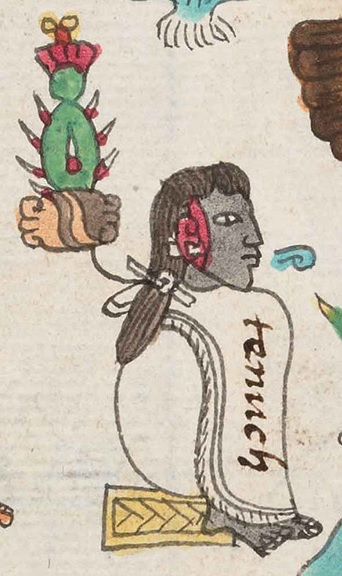
Tenoch. Ilustracja z Kodeksu Mendoza

Tenoch, również Tenochtli, Tenuch, Tēnōch, 
Ténoch (ur. 1299, zm. 1363) – jeden z kapłanów i przywódców Azteków (Méxicas), pierwszy (mityczny) tlatoani (1325–1363).
Tenoch uważany jest za ostatniego legendarnego władcę Azteków, będącego tym, który przemierzył ze swym ludem długą drogę przez Dolinę Meksyku i dotarł do celu wędrówki przy jeziorze Texcoco.
Przypisuje mu się założenie Tenochtitlánu, a za datę założenia tego miasta, według obliczeń kalendarza azteckiego, przyjmuje się dzień 18 lipca 1325 r. Prawdopodobnie to od jego imienia miasto przyjęło nazwę Tenochtitlán.
Po śmierci Tenocha, w Cuauhmixtitlan, na jego miejsce nie wybrano już żadnego kapłana – władcy. Aztekowie postanowili utworzyć monarchię i szukali kandydata w Culhuacanie. Został nim wybrany dopiero w 1376 r. Acamapichtli. Jego ojcem był Opochtzin, szlachcic aztecki, a matką Atotoztli, córka władcy Culhuacanu. Uważa się go za pierwszego oficjalnego tlatoani Tenochtitlánu.
Wśród historyków od dawien dawna toczy się spór o to, czy Tenoch był postacią mitologiczną, czy też rzeczywistym azteckim przywódcą.